# フィデナエ
フィデナエ（Fidenae）はラティウム北端、ローマの北方8キロメートルに位置するエトルリア人古代都市で、後にローマの都市となった。ローマからティベリス川に沿って走るサラリア街道上にある。ティベリス川はラティウムとエトルリアの国境となされていたが、フィデナエがその左岸のラティウム側に建設されていることは、エトルリアのラティウムへの拡張を示している。ローマ以前の城壁都市は、現在はローマ市内となっているヴィラ・スパダ（it）の丘の上にあったと想定されるが、建物や城壁の痕跡も見ることは出来ない。ローマ以前の墓地が街の北側にある。ローマ時代の街は丘の東の麓にあり、フィデナエ元老院からマルクス・アウレリウス帝への奉献碑文がある集会所（クリア）が1889年に発掘されている。ローマ時代の建物の遺跡も見ることが出来る。

フィデナエの位置

## 歴史

### 王政ローマとの紛争
フィデナエはもともとエトルリア人が建設した都市であるが、ローマとの国境近くに立地していたため、同じエトルリア人都市であるウェイイとローマの間で、何度も帰属が変わっている。
ローマの伝説では、紀元前8世紀、王政ローマの初代の王ロームルス（在位：紀元前753年 - 紀元前715年）にフィデナエもウェイイも敗北したとされる。少し後の時代の記録としてティトゥス・リウィウスがウェイイはローマの植民都市と記述しているが、植民が行われたのはこの敗北の後のことと思われる。
フィデナエとウェイイは、第三代の王トゥッルス・ホスティリウスの時代（在位：紀元前673年 - 紀元前641年）にも、再びローマに敗北している。

### 共和政ローマとの紛争
ローマを追放された最後の王タルクィニウス・スペルブスは、紀元前509年、復位を目指してまずはエトルリア（おそらくウェイイ）に介入を求めたが失敗した。続いて、翌紀元前508年にはクルシウム（現在のキウージ）王ラルス・プルセナスの支援を求めた。プルセナスは全エトルリアの王ともされ、ローマを包囲するが、講和して帰国した。
ハリカルナッソスのディオニュシオスによると、セクストゥス・タルクィニウス（最後の王タルクィニウス・スペルブスの子）によるルクレティアの陵辱が王政廃止のきっかけを作ったのであるが、彼はサビニに対して、ローマに王政を復活させるべきと説いた。紀元前505年、サビニ軍はサビニ人将軍の指揮官のもとローマに向かったが、簡単に敗北した。セクストゥスはサビニ軍は統制が取れていないとし、フィデナエおよびカメリアからの援軍を要請した。サビニはセクストゥスを反ローマ軍の総司令官とした。翌年には両者の対立がさらに高まり、フィデナエ近郊で戦いが生じた。セクストゥスは夜襲を実行したが、この計画は事前にもれており失敗し、サビニ軍は大敗した。フィデナエは包囲され、数日後に降伏した。フィデナエの指導層は鞭打たれた後、ファスケスの斧で斬首された。フィデナエには守備兵が置かれたが、彼らにはフィデナエの土地が与えられた.。
リウィウスもディオニュシオスも、後にアッピウス・クラウディウス・サビヌス・インレギッレンシス（クラウディウス氏族の創始者）と呼ばれることになるアッティウス・クラウススが、親族一同、500人の兵士およびクリエンテスと共にローマへ亡命したのはこの戦争中であると一致している。ローマはクラウディウスを元老院議員とし、アイノ川の北側の土地を与えた。ディオニュシオスによると、ローマはアイノ川北岸、フィデナエ周辺の土地も約束したが、そのためにはフィデナエに勝利する必要があった。記録は無いものの、クラウディウス氏族もローマ軍に加わってフィデナエと戦い、さらには守備兵に加わった可能性もある。
紀元前437年、ウェイイ王ラルス・トルミウス（en）が、ウェイイ、フィデナエ、ファルスキ（en）、カペナのエトルリア都市の連合軍を率いてローマに挑んだ。しかしトルミウスは一騎打ちで敗れて戦死し、連合軍は敗北した。
紀元前426年、ウェイイとフィデナエはまたもローマと戦う。リウィウスによると、フィデナエの反乱は七回目であった。ウェイイ・フィデナエは敗北し、フィデナエは破壊された。フィデナエ兵はローマに連行され、奴隷として競売された。

### 競技場崩壊事故
フィデナエはその後ローマの都市となったが、ローマ帝国時代の紀元27年に、アティリウスという解放奴隷が建設した、明らかに安普請の木造の円形闘技場（アンフィテアトルム）が崩壊するという事故が起こった。50,000人の観客のうち20,000 - 50,000が死亡もしくは負傷したとされる。第2代皇帝ティベリウスは一度は剣闘士の闘技会を禁止していたが、禁止が解かれた直後の開催であったため、多くの観客が詰め掛けていたものと思われる。事故当時ティベリウス帝はカプリ島に居を移していたが、直ちにフィデナエの被災者の救援にかけつけた。この悲劇のために元老院は400,000セステルティウス以下の資産しか所有しない者に剣闘士の闘技会を開催することを禁止し、さらに今後円形闘技場を建設する場合には強固な基礎工事を行うこと、またその検査を行うことを決定した。アッティルスは追放された。

## 参考資料
1. ↑  ティトゥス・リウィウス、『ローマ建国史』、1:2–3
2. ↑  ティトゥス・リウィウス、『ローマ建国史』、1:15
3. ↑  ティトゥス・リウィウス、『ローマ建国史』、1:14–15
4. ↑  ティトゥス・リウィウス、『ローマ建国史』、1:27
5. ↑  ストラボン『地理誌』、V, 2.2.
6. 1 2  シケリアのディオドロス、『歴史叢書』、V.40–43
7. ↑  ティトゥス・リウィウス、『ローマ建国史』、4:34
8. ↑  タキトゥス、『年代記』 IV.62。タキトゥスは死者・負傷者は50,000と推定している
9. ↑  スエトニウス、『皇帝伝（ティベリウス）』62。スエトニウスは被害者数20,000としている
10. ↑   Klingaman, William K. (2007). The First Century: Emperors, Gods, and Everyman. Edison, NJ: Castle Books. p. 139. ISBN 978-0-7858-2256-1.
11. ↑  タキトゥス、『年代記』 IV.62。タキトゥスはアティリウスの追放の詳細に関しては述べていない。一定の領域に入れなくなったのかもしれないし、またはその後の闘技会の開催ができなくなったのかもしれない